# Łańcuch dodawania
Łańcuch dodawania dla obliczenia liczby naturalnej {\displaystyle n} to sekwencja liczb naturalnych {\displaystyle a_{0}=1,a_{1},\dots ,a_{r}=n} taka, że każdy jej element jest sumą elementów poprzednich, co można zapisać jako:
{\displaystyle a_{i}=a_{j}+a_{k},\quad \forall i>0,\quad \forall j\leqslant k<i}.
Pierwszym krokiem tworzenia łańcucha dodawania dla {\displaystyle n} jest zawsze {\displaystyle a_{1}=1+1=2}. Drugim krokiem może być {\displaystyle a_{2}=1+1=2}, {\displaystyle a_{2}=1+2=3}, bądź {\displaystyle a_{2}=2+2=4}. Tym samym, długość {\displaystyle s} łańcucha dodawania dla {\displaystyle n} jest ograniczona od dołu przez {\displaystyle s\geq \log _{2}(n)} co ma miejsce dla {\displaystyle n=2^{s}}. Jak łatwo zauważyć długość łańcucha dodawania dla {\displaystyle n} jest również ograniczona od góry przez {\displaystyle s\leq n-1}.
Oznaczmy przez {\displaystyle l(n)} najkrótszą długość łańcucha dodawania dla {\displaystyle n}.
Jej określenie (sekwencja OEIS A003313) nie jest łatwe; udowodniono, że uogólniona wersja tego problemu jest problemem NP-zupełnym. Ponadto dla {\displaystyle n\neq 2^{s}} może istnieć wiele różnych łańcuchów o najkrótszej długości.
Łańcuchy dodawania o najkrótszej długości {\displaystyle l(n)} można wykorzystać do optymalizacji potęgowania przeprowadzając potęgowanie z wykładnikami całkowitymi przy użyciu liczby iloczynów równej najkrótszej długości łańcucha dodawania dla wykładnika.
Na przykład łańcuch {\displaystyle \{1,2,3,6,12,24,30,31\}} zapewnia minimalną długość siedmiu kroków dla {\displaystyle n=31}, ponieważ
2 = 1 + 1
3 = 2 + 1
6 = 3 + 3
12 = 6 + 6
24 = 12 + 12
30 = 24 + 6
31 = 30 + 1
Tym samym, obliczenie 31. potęgi dowolnej liczby {\displaystyle x\in \mathbb {C} } wymaga tylko siedmiu, a nie 30 iloczynów:
{\displaystyle x^{2}=x\cdot x},
{\displaystyle x^{3}=x^{2}\cdot x},
{\displaystyle x^{6}=x^{3}\cdot x^{3}},
{\displaystyle x^{12}=x^{6}\cdot x^{6}},
{\displaystyle x^{24}=x^{12}\cdot x^{12}},
{\displaystyle x^{30}=x^{24}\cdot x^{6}},
{\displaystyle x^{31}=x^{30}\cdot x},
przy wykorzystaniu iloczynów przeprowadzonych wcześniej.
Niezależnie od liczby części elementarnych, minimalny indeks złożenia obiektu składającego się z {\displaystyle n} takich części jest zadany najkrótszym łańcuchem dodawania dla {\displaystyle n}.